# The White Slave; or, The Octoroon
The White Slave; or, The Octoroon è un cortometraggio muto del 1913 diretto da James Young.

## Produzione

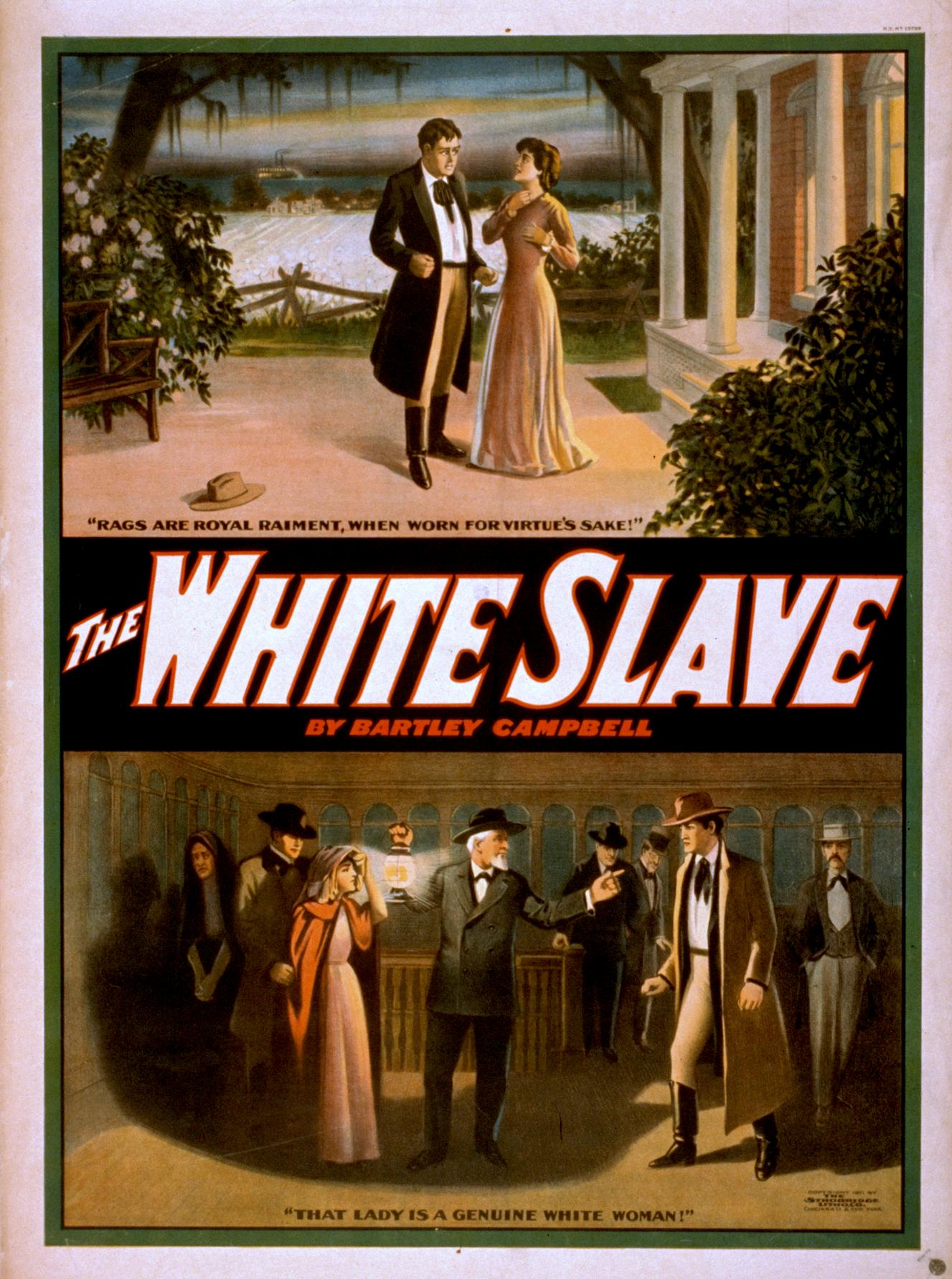
Il poster del lavoro teatrale di Bartley Campbell

Il film fu prodotto dalla Vitagraph Company of America, basato su The White Slave, dramma di Bartley Campbell (1843-1888); il commediografo, di origini irlandesi, era nato in Pennsylvania, e fu giornalista e critico teatrale,

## Distribuzione
Distribuito dalla General Film Company, il film - un cortometraggio in due bobine - uscì nelle sale cinematografiche statunitensi il 31 maggio 1913.